# Camille Huyghe
Camille Huyghe  (Auxi-le-Château, Francia; 16 de febrero de 1930-21 de diciembre de 2023) fue un ciclista francés especialista en ciclismo en ruta.

## Equipos
| Periodo   | Equipo                     |
| --------- | -------------------------- |
| 1953-1954 | Dilecta-Wolber-J.B. Louvet |
| 1955      | Alcyon-Dunlop              |
| 1956      | Bertin-D'Alessandro        |
| 1957      | Essor-Leroux-Félix Potin   |
| 1958      | Peugeot-BP-Dunlop          |
| 1958-1959 | Liberia-Hutchinson         |

## Logros

### Títulos
- Poly Nordiste (3): 1953, 1954, 1955
- Paris-Abbeville (1): 1953

### Victorias de etapa
- Primera etapa de la Ruta de Francia en 1952
- Primera etapa en el Boucles de la Gartempe en 1958

## Participaciones en las Grandes Vueltas
- Tour de Francia: 1 aparición

1956 - 80° lugar
- Vuelta a España: 1 aparición

1957 - abandonó en la novena etapa